# Mathieu Dandenault
Mathieu Alexandre Dandenault (Sherbrooke, 3 febbraio 1976) è un ex hockeista su ghiaccio canadese.

## Carriera
Nei primi anni di carriera ha indossato la maglia degli Sherbrooke Faucons, dal 1993/94 al 1995/96. 
Dopo un periodo agli Adirondack Red Wings in AHL, è approdato in NHL con i Detroit Red Wings nella stagione 1995/96 e vi è rimasto fino al 2003/04. Ha giocato in Italia nell'annata 2004/05 con l'HC Asiago, prima di fare ritorno in NHL con i Montreal Canadiens, club in cui ha militato dal 2005/06 al 2008/09.
Nell'ultimo anno di carriera ha giocato con l'Hartford Wolf Pack (AHL), ritirandosi nel 2010.
Con la nazionale canadese ha vinto i campionati mondiali nel 2003.

## Palmarès

### Mondiali
- 1 medaglia:
  - 1 oro (Finlandia 2003)